# Canvi en calent
Canvi en calent (o connexió en calent, de l'anglès  hot-plug), és la capacitat que tenen alguns perifèrics de poder ser endollats o desendollats de l'ordinador, sense apagar-lo, i seguir funcionant correctament.
Entre les connexions amb capacitat "hot-plug" es troben les connexions USB, Firewire, SATA i SAS. Les connexions en sèrie, en paral·lel i PS/2 (ratolí i teclat), podrien no estar adaptades per a connexió i desconexion amb l'ordinador encès, ja que es podrien cremar els ports o el perifèric.
A la pràctica, en molts llocs es connecten en calent sense miraments i sembla estrany que això causi problemes amb equips més o menys nous. També cal tenir en compte que en els ordinadors ATX (tots els produïts des 1998) sempre circula corrent encara que estiguin "apagats", en realitat estan en una mena de manera d'espera, per això sempre existiria un risc si no estiguessin blindats per a connexió en calent.
Un cas extrem de connexió en calent per a un dispositiu que no està preparat per a això era el de les BIOS esborrades per un virus informàtic, el virus Txernòbil. El truc per recuperar la BIOS era arrencar la placa amb una altra BIOS que sí que funcionés i un cop estava preparada per executar el disquet amb el programa que reescrivia la BIOS, es treia el xip de la BIOS amb l'ordinador encès i es posava el xip esborrat. Després s'executava el programa i amb una mica de sort funcionava i no s'espatllava res. L'únic que s'arriscava és una placa que no funciona i la BIOS d'algú que l'hagi prestat.
En un altre cas, d'un subscriptor de la llista de correu del grup local de Linux de vizcaya (Glub), va comentar que havia reconnectat una targeta gràfica en un ordinador no preparat. Va haver de reiniciar el sistema X-Window a cegues (no l'ordinador) i va poder tornar a utilitzar l'ordinador normalment.
A l'hora d'usar perifèrics "hot-plug", es pot configurar l'equip perquè quan es connecti un perifèric d'aquest tipus s'executi una acció o tasca, com obrir una carpeta o sincronitzar els fitxers del dispositiu. Per desconnectar-normalment, es deu un assegurar que el dispositiu no deixi alguna tasca a mig fer i pugui produir-se una pèrdua de dades. Això es pot fer bé indicant-li per mitjà de l'ordinador que serà desconnectat, o en alguns casos, simplement esperant que el seu LED indicador ja no mostri activitat en el dispositiu.
Els dispositius "Hot-plug" són principalment perifèrics externs i "endollables", entre ells:
- Ratolins i teclats USB
- Memòria USB
- Discs durs portàtils
- Impressores

El terme Hot Swap es diferencia de la connexió en calent, en què el hot swap s'utilitza per a dispositius més importants per al funcionament d'ordinador i/o per a dispositius interns, que han de ser llevats i recanvis ràpidament.
Alguns dispositius que poden usar Hot Swap són:
- Memòria RAM
- Discs durs interns
- Fonts d'alimentació
- Targetes internes